# ويليام مايرون ماكدونالد
ويليام مايرون ماكدونالد (بالإنجليزية: William Myron MacDonald)‏ هو طيار أمريكي وكندي، ولد في 3 نوفمبر 1890 في كونيتيكت في الولايات المتحدة، وتوفي في 8 مايو 1958 في سان دييغو في الولايات المتحدة.